# Ik heb zorgen
Oh oh ik heb zorgen is een Nederlandstalig liedje van de Belgische zanger Louis Neefs uit 1967.
Hoewel het liedje niet als single verscheen, behoort het tot de bekendste werken in zijn oeuvre. Het was tevens het nummer waarmee hij België vertegenwoordigde op het Eurovisiesongfestival 1967 in de Oostenrijkse hoofdstad Wenen. Daar werd hij uiteindelijk zevende, met acht punten. Het was de eerste van twee keer dat Neefs België vertegenwoordigde op het Eurovisiesongfestival. Ook in 1969 werd hij zevende, met Jennifer Jennings.
Het nummer verscheen voor het eerst op het album Zang bij Jacques Raymond & Louis Neefs.

## Resultaat
| Plaats | Land                     | Artiest           | Lied              | Punten |
| ------ | ------------------------ | ----------------- | ----------------- | ------ |
| 6      | Spanje                   | Raphael           | Hablemos del amor | 9      |
| 7      | België                   | Louis Neefs       | Ik heb zorgen     | 8      |
| 8      | Joegoslavië              | Lado Leskovar     | Vse rože sveta    | 7      |
| 8      | Bondsrepubliek Duitsland | Inge Brück        | Anouschka         | 7      |
| 8      | Zweden                   | Östen Warnerbring | Som en dröm       | 7      |

## Meewerkende artiesten
- Louis Neefs (zang)
- Francis Bay (orkestleider)